# Solvay (entreprise)
Pour les articles homonymes, voir Solvay.
Solvay est un groupe belge de chimie fondé en 1863. Le siège du groupe est à Bruxelles et emploie plus de 9 000 employés répartis dans 40 pays.
Depuis fin 2023, après sa scission avec la création de la nouvelle entité Syensqo, Solvay est spécialisée dans la chimie essentielle.
Solvay est coté sur Euronext à Bruxelles.

## Historique

### Développement de la Société Solvay

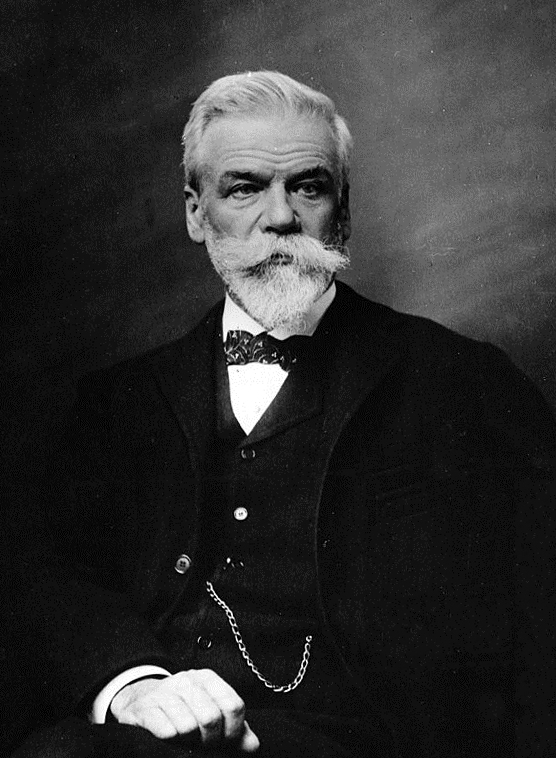
Ernest Solvay.

L'histoire du groupe Solvay commence en 1861 quand Ernest Solvay découvre comment produire industriellement le carbonate de sodium.
En 1863, il dépose un brevet pour le révolutionnaire Procédé Solvay et crée la première usine près de Charleroi, à Couillet, avec son frère Alfred Solvay.
Après un départ difficile, la Société Solvay & Cie devient l'un des géants de l'industrie chimique. De 200 kg en 1865, la production journalière passe à 3 tonnes en 1867.
À partir de 1870, Solvay a commencé son expansion à l'international en construisant des usines en Angleterre, en Allemagne, en Russie et aux États-Unis. En 1900 elle produit 95 % de la production mondiale de soude.
L'entreprise Solvay & Cie devient, à la fin du XIXe siècle, une référence mondiale de l'industrie chimique. C'est tout un empire industriel et commercial qui est créé, novateur aussi dans ses méthodes : collaboration étroite entre les diverses usines, contrôles stricts à chaque stade de la fabrication.

### Sites de production
Son procédé nécessite du calcaire, de la houille et du chlorure de sodium. Tout naturellement, Solvay implante des usines là où il rencontre les matériaux de base, d'abord en Lorraine française, notamment à Dombasle, qui deviendra le principal centre de production de carbonate de sodium mondial à la fin du XIXe siècle.
En 1896, Solvay & Cie installe une exploitation de calcaire dans la calanque de Port-Miou, juste avant Cassis. Le site s'y prête à merveille, Port-Miou est une calanque profonde de plus d'un kilomètre, taillée comme un fjord. De ses hautes parois rocheuses, son calcaire d'excellente qualité était concassé sur place avant d’être embarqué sur des eaux toujours calmes pour l’usine de soude de Salin-de-Giraud, distante d’une centaine de kilomètres. Une centaine d’ouvriers furent embauchés, et grâce à une automatisation toujours plus perfectionnée, la production annuelle, passée de 80 000 à 100 000 tonnes, ne nécessita plus qu’une douzaine d’hommes. Jusqu’à sa fermeture en 1981, 6 à 7 millions de tonnes de roches furent extraites de ses flancs. Pourtant, si depuis 1810, ce n’était pas la première fois qu’une industrie était implantée dans les calanques sans que personne s'en émeuve, cette exploitation-là, contemporaine de la loi du 21 avril 1906, la première en France destinée à la protection des espaces naturels, souleva très tôt de vaines mais vives protestations, comme celle du 13 mai 1910, orchestrée par les instances les plus disparates, des Félibriges au conseil municipal de Cassis, en passant par les excursionnistes marseillais, le syndicat des pêcheurs de Cassis, les adeptes du naturalisme de l'époque.

### Les conseils Solvay

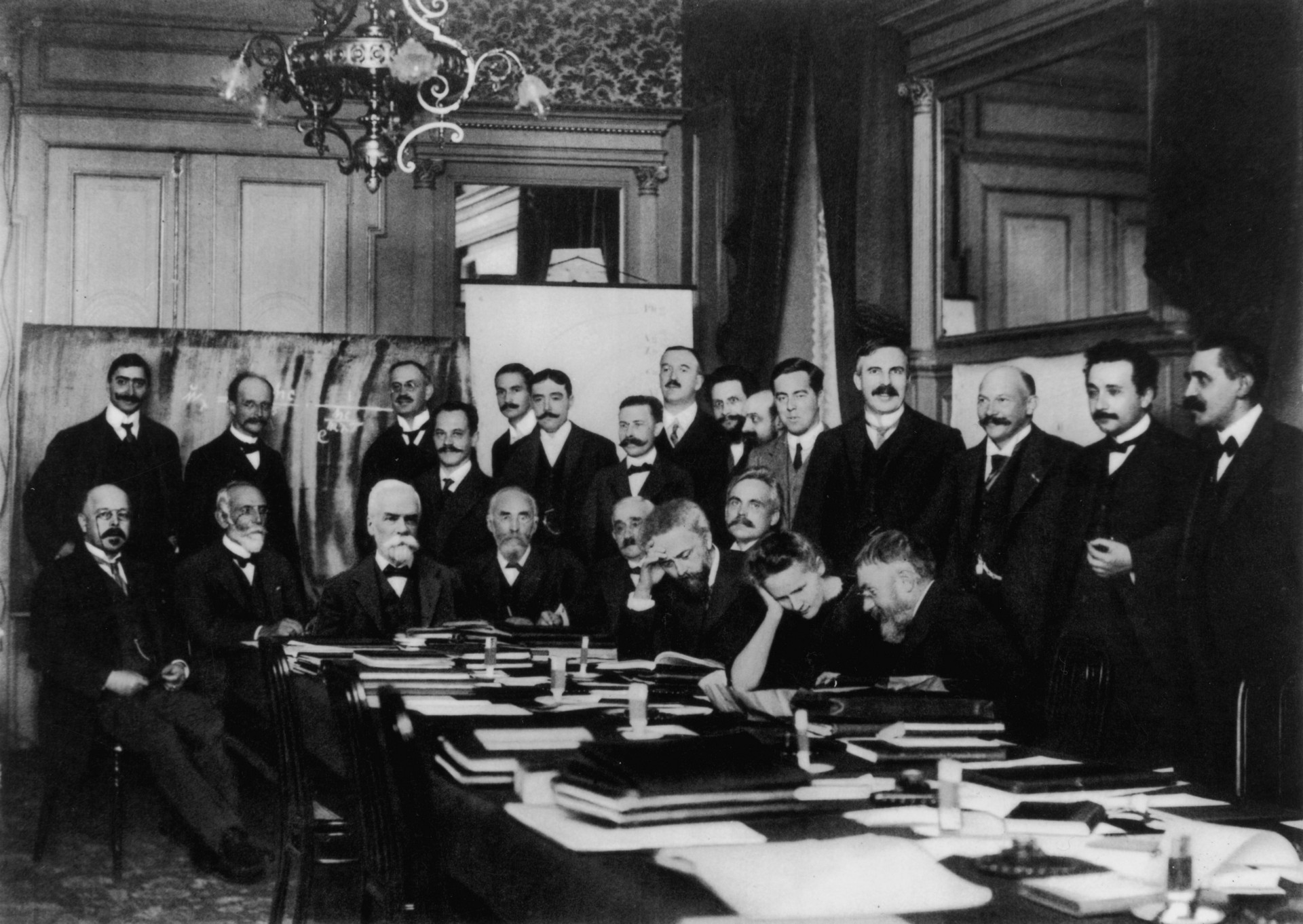
Premier Congrès Solvay, en 1911, où l'on reconnait notamment Albert Einstein et Marie Curie assise à côté d'Henri Poincaré.

Le groupe se fait aussi connaître des physiciens et chimistes par les « conseils Solvay » réunis chaque année par Ernest Solvay. Il peut ainsi se tenir au courant des dernières avancées scientifiques et faire se rencontrer les plus grands des jeunes chercheurs de son temps, dont Albert Einstein, Niels Bohr, Lise Meitner, Werner Heisenberg ou encore Marie Curie. Cette dernière a ainsi assidument assisté à ces conseils ou congrès, et c'est par exemple après l'un de ces conseils qu'en 1933 les Joliot-Curie ont décidé d'utiliser des sources alpha radioactives de polonium particulièrement intenses à partir du « radium D » accumulé par Marie Curie.

### Recentrage des activités
En un siècle, et jusqu'en 2009, Solvay est devenu l'un des grands acteurs du monde de l'Industrie chimique, de l'Industrie pharmaceutique et des plastiques, souhaitant investir dans la Chimie verte. Solvay figurait en 2008 parmi les entreprises les plus admirées dans le monde, selon une enquête publiée par le magazine Fortune.
En septembre 2009, Solvay vend sa branche pharmaceutique à l'américain Abbott pour 5,2 milliards d'euros (dont 4,5 milliards d'euros en numéraire) et a conclu l'opération en février 2010.
En avril 2011, Solvay a lancé une OPA amicale sur le chimiste français Rhodia pour 3,4 milliards d'euros (avec reprise de dettes et pensions, valorisant Rhodia à 6,6 milliards d'euros) et l'a achevée en septembre 2011 avec succès. Ces deux opérations ont permis à Solvay de recentrer ses activités dans les deux domaines : chimique et matériaux avancés. Avec l'acquisition de Rhodia, Solvay devient le plus grand chimiste de France et y emploie plus de 3 700 personnes. Seul ou en partenariat, Solvay y exploite une vingtaine d'établissements et de sites de production, dont Tavaux (Jura) le plus gros site chimique Solvay au monde ; c'est la plus grande plate-forme chimique de France avec 2 000 000 m2, 32 km de routes et 35 km de voies ferrées.
En janvier 2012, le nouveau Solvay est coté à la bourse de Paris, en plus de Bruxelles (où il fait partie de l'indice BEL20), et en septembre 2012, il est entré dans l'indice parisien CAC 40 à la place de PSA Peugeot Citroën.
En septembre 2018, Solvay quitte le CAC 40, remplacé par Dassault Systèmes.

### Réorganisation et transformation
Entre 2012 et 2019, le groupe est dirigé par Jean-Pierre Clamadieu qui a mené le groupe à réaliser une réorganisation profonde de la structure (en même temps que son intégration réussie) et une transformation importante du portefeuille, en un temps très court :
- réorganisation en cinq pôles d'activités, avec une structure plus plate, plus agile et un nouveau logo visuel : Consumer Chemicals, Performance Chemicals, Advanced Materials, Functional Polymers, Corporate & Business Services[23] ;
- transformation en un portefeuille plus équilibré avec la sortie programmée du PVC en Europe via la JV avec Ineos (zone en surcapacité)[24] et la vente d'Indupa en Amérique latine[25], l'investissement dans l'énergie aux États-Unis avec le rachat de Chemlogics (activité en croissance)[26], d'importants investissements dans les zones émergentes à forte croissance en Russie, Inde, Chine, Thaïlande, etc.

En juin 2014, Ineos annonce une coentreprise, Inovyn, avec Solvay sur le PVC et la filière chloro-vinyle. Solvay souhaite se désengager de cette coentreprise dans les trois ans suivant sa création.
En juillet 2015, Solvay acquiert pour 5,5 milliards de dollars l'entreprise américaine Cytec, employant 4 600 personnes et spécialisée dans les matériaux composites, notamment les composants thermoplastiques innovants,.
En décembre 2016, Solvay vend sa filiale Acetow, spécialisée dans les filtres à cigarette, au fonds d'investissement Blackstone pour un milliard d'euros, dettes comprises. Le même mois, Asahi Glass annonce l'acquisition d'une participation de 59 % dans Vinythai, une entreprise thaïlandaise spécialisée dans les matériaux de construction et dans l'enduction, à Solvay pour 291 millions de dollars. Toujours en décembre 2016, Solvay vend sa filiale Solvay Indupa à Unipar pour environ 200 millions de dollars.
Au cours de l'année 2016, Solvay sort de la coentreprise Inovyn créée en 2014, mettant par la même occasion fin à la quasi-totalité de ses activités PVC. Solvay choisit ainsi de se focaliser sur les matériaux composites, qui intéressent des secteurs tels que l'aéronautique, l'automobile et la santé.
En septembre 2017, BASF annonce l'acquisition des activités nylon, regroupant 2 400 employés, de Solvay pour 1,6 milliard d'euros.
En mars 2019, la dirigeante franco-marocaine Ilham Kadri prend la tête du groupe.
En 2020, l'entreprise se tourne vers des partenaires institutionnels externes favorisant l'innovation. C'est ainsi qu'un investissement collaboratif de douze millions d'euros dans son centre de recherche de Saint-Fons est annoncé avec la participation de la région Auvergne Rhône-Alpes et l’État, et des pôles de compétitivité Axelera (chimie environnement) et Plastipolis (plasturgie, matériaux composites), avec pour but de favoriser l'accès au processus d'industrialisation pour les innovations liées à la chimie.
Le 8 décembre 2023, à la suite d'un vote de l'Assemblée générale, Solvay a été scindée en deux entreprises distinctes (Solvay/Syensqo). Solvay continuera de s'occuper des activités historiques du groupe, tandis que Syensqo reprendra le pôle de chimie de spécialité de l'ancien groupe,.

## Identité visuelle (logo)

Logo jusqu'en 2013.
Logo jusqu'en 2024.
Logo depuis 2024.

## Actionnaires
Liste des principaux actionnaires au 19 janvier 2022 :
| Actionnaire                          | %    |
| ------------------------------------ | ---- |
| Solvac (famille Solvay)              | 30,7 |
| Solvay (autocontrôle boursier)       | 3,01 |
| The Vanguard Group                   | 1,72 |
| Polaris Capital Management           | 0,72 |
| Lyxor International Asset Management | 0,65 |
| Candriam Belgium                     | 0,63 |
| AXA Investment Managers (Paris)      | 0,61 |
| Dimensional Fund Advisors            | 0,58 |
| State Street Global Advisors (en)    | 0,55 |
| BNP Paribas Asset Management France  | 0,49 |

## Produits et marchés
Depuis la scission du groupe fin 2023, avec d’un côté Solvay et de l’autre Syensqo, Solvay est désormais spécialisée dans les commodités chimiques, ou chimie essentielle, couvrant les applications de la vie courante (bâtiment, industrie, transport, agroalimentaire, électronique),.
Solvay se concentre donc sur les produits chimiques de base comme le carbonate de soude, le silice, etc.
De son côté, Syensqo s'oriente vers les activités de spécialité, et est dirigée par Ilham Kadri qui était précédemment PDG de Solvay depuis 2019.

## Comité exécutif
- Philippe Kehren : président du comité exécutif;
- Alexandre Blum : directeur général finances[49];
- Lanny Duvall : Directeur des Opérations;
- Dr. Mark van Bijsterveld :  directeur des ressources humaines;
- Lisa Brown : directeur juridique du groupe et secrétaire général[50],[51].

Fin 2023, après la scission du groupe, Philippe Kehren devient PDG de Solvay et Ilham Kadri PDG de Syensqo.

## Données financières
| Années                    | 2015   | 2016   | 2017   | 2018   | 2019 (est.) | 2023   |
| ------------------------- | ------ | ------ | ------ | ------ | ----------- | ------ |
| Chiffre d'affaires        | 11 415 | 10 884 | 10 125 | 10 257 | 10 329      | 13 410 |
| Résultat net part groupe  | 406    | 621    | 1 061  | 859    | 618         | 2 093  |
| Dettes financières nettes | 4 379  | 4 356  | 3 146  | 2 605  | 3 857       |        |

## Activité de lobbying

### Auprès de l'Assemblée nationale
Solvay France est inscrit comme représentant d'intérêts auprès de l'Assemblée nationale. L'entreprise déclare à ce titre, sans mentionner la période de l'exercice, que les coûts annuels liés aux activités directes de représentation d'intérêts auprès du Parlement sont compris entre 10 000 et 20 000 €.

### Auprès des institutions de l'Union européenne
Solvay SA est inscrit depuis 2009 au registre de transparence des représentants d'intérêts auprès de la Commission européenne. Il déclare en 2015 pour cette activité deux salariés à temps plein et des dépenses d'un montant compris entre 1 250 000 et 1 500 000 €. Le groupe indique avoir perçu, sur le même exercice, 5 100 000 € de subventions des institutions de l'Union européenne.

## Pollution

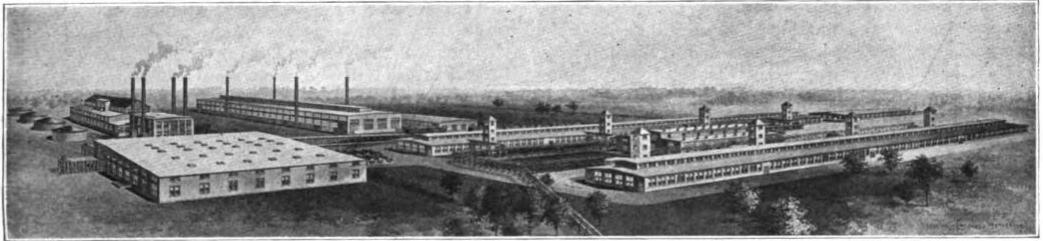
Dessin ancien représentant une vue aérienne d'une usine produisant de la soude caustique au chlore via le procédé Solvay (Edgewood, Maryland).

De nombreuses pollutions ont été reliées dans le monde au procédé Solvay.

### Non-respect des normes européennes
Le 21 mai 2019, la fédération allemande pour l'environnement et la protection de la nature (Bund) révèle en utilisant les données fournies par l'agence fédérale de l'environnement allemande comme par l'Agence européenne des produits chimiques que 654 entreprises opérant en Europe ne respectent pas, entre 2014 et 2019, le protocole européen d'enregistrement, évaluation et autorisation des produits chimiques, censé protéger la santé et l'environnement des Européens. Ces entreprises, dont Solvay, emploient massivement des substances de synthèse interdites et potentiellement dangereuses,,.

### Italie

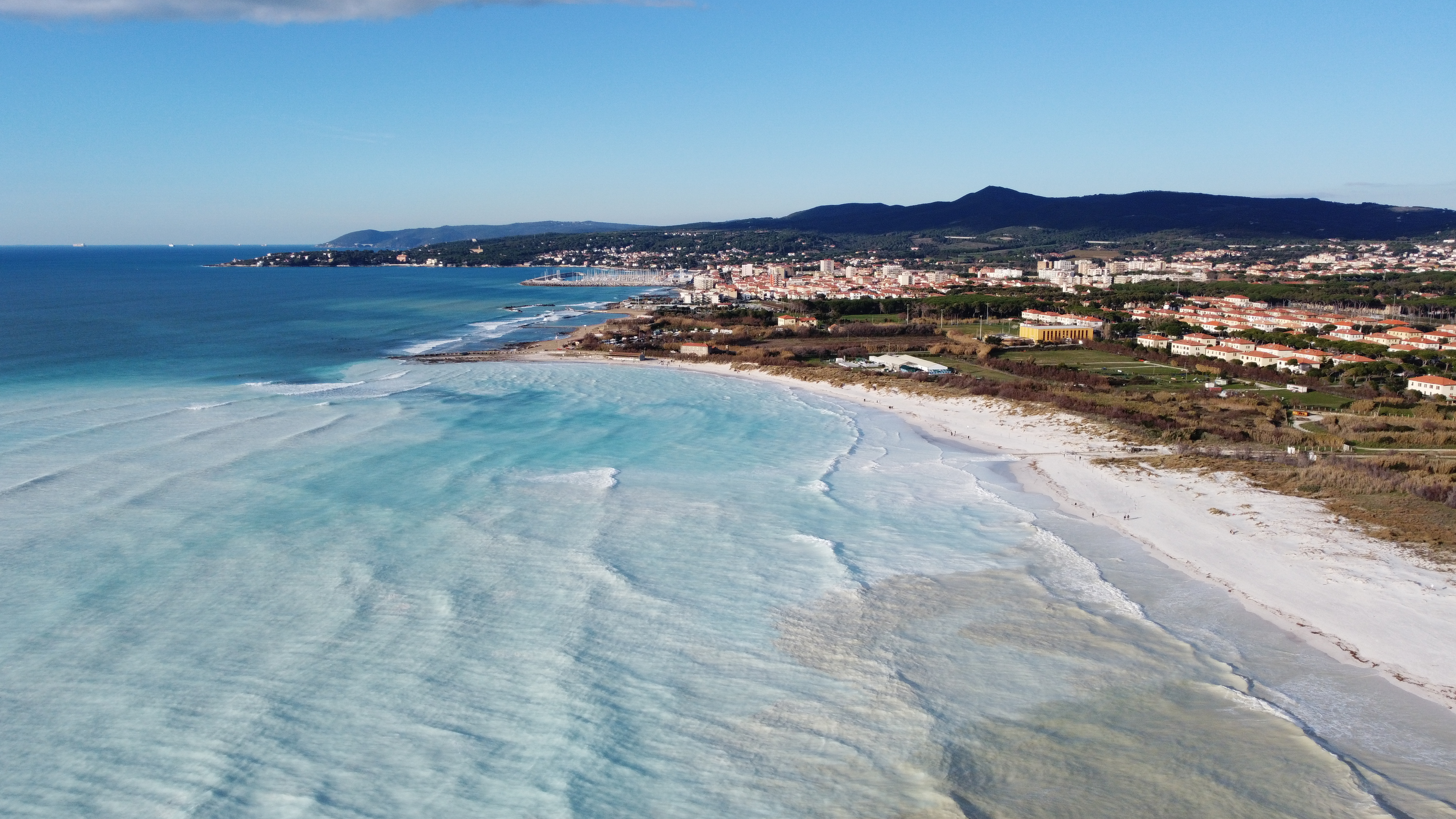
La plage dite plage blanche de Rosignano Solvay et son eau anormalement turquoise et notamment polluée par le mercure et le monométhylmercure issus de l'usine Solvay.

Une pollution marine historique mercurielle est due à l'usine Solvay de Rosignano Marittimo (où le procédé chlore-alcali a été utilisé),,,, entraînant une contamination (avec bioaccumulation) des poissons, mollusques, crustacés et échinoderme marins de la zone. Les poissons marins pêchés devant la côte étaient au début du XXIe siècle encore souvent contaminés au-dessus des doses admissibles en Europe pour l'être humain, avec en 2017, de possibles effets sanitaires pour les populations riveraines. Concernant la couleur du sable, Solvay affirme qu'elle est due au calcaire et au gypse, et non à ses activités.

### Belgique
Une affaire soulevée par un lanceur d'alerte (Christian Dumont, qui décèdera lui-même d'un cancer du poumon et d'une tumeur au cerveau) porte sur une liste de 21 travailleurs de l'usine, tous morts d'un cancer, sur 70 ayant travaillé dans les salles d'électrolyse au mercure d'un même service basé à Jemeppe-sur-Sambre, possiblement à la suite de leur exposition au mercure. Solvay a indiqué avoir pris certaines mesures comme des analyses supplémentaires, un écartement au poste de travail si nécessaire, certaines modifications dans les procédures de production ainsi qu’un accompagnement des salariés concernés.
En septembre 2022, une enquête de la Radio-télévision belge de la Communauté française (RTBF) révèle que ce groupe est responsable d’une vaste pollution aux perfluorés, connaissait la toxicité de ces produits chimiques éternels et continue à en utiliser. Selon ce reportage, des éléments du dossier médical de trois d'entre eux, rétrospectivement consultés, montrent des dosages urinaires très élevés (par exemple de 40, 50, 102, 103, 125, 179, 196, 213 μg/g de créatinine, alors que moins de 3 μg/g de créatinine sont attendus, cf. « valeurs en population générale », inférieures à 3 μg/g de créatinine) ; ces taux « dépassant largement la norme professionnelle » (en 1991) (les autres ne sont pas connus).
Mais aucun de ces cancers n'a été reconnu comme maladie professionnelle, et il a été noté que la médecin du travail qui s'est occupée des derniers dossiers a ensuite été embauchée par Solvay. En 2006, Solvay a stoppé tous ses électrolyseurs au mercure après les avoir remplacés (en 1992 et 2001) par des électrolyseurs à membranes, et l'unité d'électrolyse au mercure de l'usine Solvay du site de Jemeppe-sur-Sambre a été démantelée.

### France
Avant 1974 l'usine Solvay de Dombasle-sur-Meurthe rejetait chaque jour 15 000 m3 d'effluents hautement salés, qui s'ajoutaient aux 5 000 m3 d'effluents identiques de l'usine Rhône-Poulenc voisine (La Madeleine). Dans les deux cas, les sels rejetés étaient constitués pour les deux tiers de chlorure de calcium et pour un tiers de chlorure de sodium, avec un taux moyen de 100 g/l de chlore dans les rejets. La Meurthe et la Moselle ont été gravement contaminées par des teneurs excessivement hautes en calcium, en magnésium et surtout en chlore, dépassant de loin la norme alors admise (500 mg/l selon R. Frecaut, 1972 et 1981). Ainsi, en 1965 enregistrait-on 1 010 mg/l de chlore à l'amont de Nancy, 968 mg/l à l'aval, et plus de 500 mg/l à Thionville. En période de sécheresse, les usines ne diminuant pas leur production, les taux de sels ont atteint cinq voir 10 g/l lors des étiages exceptionnels de 1964.
Dans l'est du pays, la nappe phréatique sous-jacente au village d’Abergement-la-Ronce, Saint-Symphorien-sur-Saône et le hameau de Maison-Dieu de la commune de Losne a été polluée par du baryum, du mercure de l’arsenic et divers composés organochlorés issus d'une plate-forme chimique de Solvay (créée en 1930 sur 200 hectares à Tavaux et sur trois communes périphériques). Cette pollution provient notamment du stockage de 1964 à 1986, d'environ 50 000 tonnes de déchets toxiques organochlorés (hexachlorobutadiène, hexachloroéthane, perchloroéthylène, pentachlorobenzène (en), tétrachlorure de carbone, trichloroéthylène, hexachlorobenzène pour l'essentiel dans une décharge interne constituée d'une alvéole en argile non-complètement étanche, située au nord de l'usine. Cette pollution a justifié des arrêtés préfectoraux de restriction d’usage de l’eau de la nappe.

#### Pollution des eaux aux PFAS et fermeture du site de Salindres
En 2023, l'ONG Générations Futures effectue des prélèvements d'eau de surface et d'eau potable à proximité de Salindres pour évaluer l'ampleur de la pollution aux PFAS causée par l'usine Solvay,. Les résultats montrent que ces substances, souvent appelées "polluants éternels", sont présentes en quantités alarmantes dans les eaux échantillonnées. Directement en aval de l'usine dans l'Arial, l'association mesure 7 500 000 ng/L de TFA, ce qui constitue le record de la plus haute concentration de PFAS mesurée dans des eaux de surface,. Générations Futures a appelé à une action urgente des autorités pour faire face à cette menace environnementale et sanitaire
Dans ce contexte, la direction de Solvay a annoncé le 24 septembre 2024 la fermeture du site de Salindres. Cette décision, motivée par des performances financières négatives continues et des conditions de marché défavorables, entraînera la suppression de 68 emplois entre début 2025 et octobre 2025. Solvay prévoit également de prendre une provision d'environ 50 millions d'euros pour cette fermeture.
En conséquence, une poignée de salariés de Solvay aidée par les syndicats ont voté pour le blocage total des camions sur la plateforme ainsi que l'arrêt de production de vapeur du site. L'entreprise Axens, partageant le site avec Solvay, annonce le 7 octobre 2024 devoir mettre une partie de son personnel en chômage partiel à la suite d'un fort ralentissement de son activité, "victime d’une situation qui lui est totalement étrangère". Axens annonce également devoir geler les embauches prévues pour 2025.

### États-Unis
Le procédé Solvay a été source de nombreuses plaintes de riverains, notamment pour pollution de l'air, poussant l'entreprise à d'importantes dépenses en matière de contrôle et réduction de cette pollution.
Une pollution historique, également due au stockage de produits toxiques en décharge interne est suivie à New York (Ninemile Creek),,,,.

## Anecdotes
- En 1940, pour éviter d'être déporté en Allemagne Karol Wojtyła, le futur pape Jean-Paul II, travailla quelques mois dans une carrière de pierre dépendant d'une usine Solvay[86]. Sa tâche consistait à casser des blocs de pierre avec une masse pour ensuite les ramener en brouette jusqu'à un wagonnet en partance pour l'usine[87].

## Cinéma
- Lucien Deroisy, Magie blanche, 1958, 30 minutes. Film d'entreprise sur la société Solvay.